# 江门鹤山反核事件
江门鹤山反核事件是在2013年7月发生于中華人民共和國广东江门市的一起群体性抗议事件。缘起于中核集团计划在当地建设大型的核燃料加工厂，但遭到江门和鹤山市两地民众激烈反对，认为计划未进行环境评估以及咨询公众时间太短，担心核燃料加工项目影响健康。项目最终由政府承诺撤销。

## 背景
中国核工业集团公司（中核集团）计划在广东江门鹤山市址山镇兴建中国东南沿海第一座核燃料加工厂——龙湾工业园项目，选址于江门鹤山市址山镇大营工业区，这是江门鹤山击败40多个竞争对手后夺得的央企项目，中核集团与中广核集团共同总投资370亿元开发。

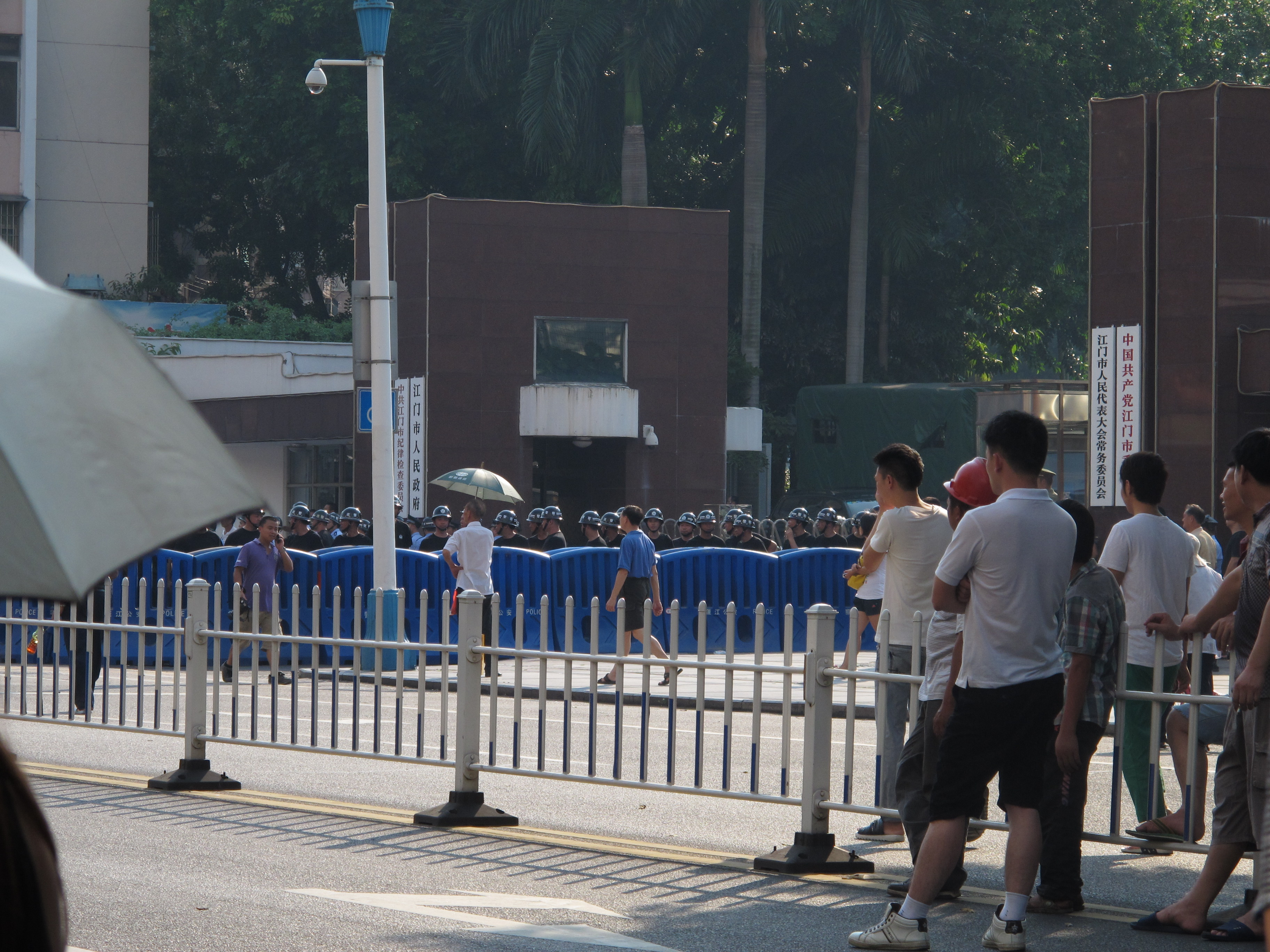
市民聚集在江门市政府门前

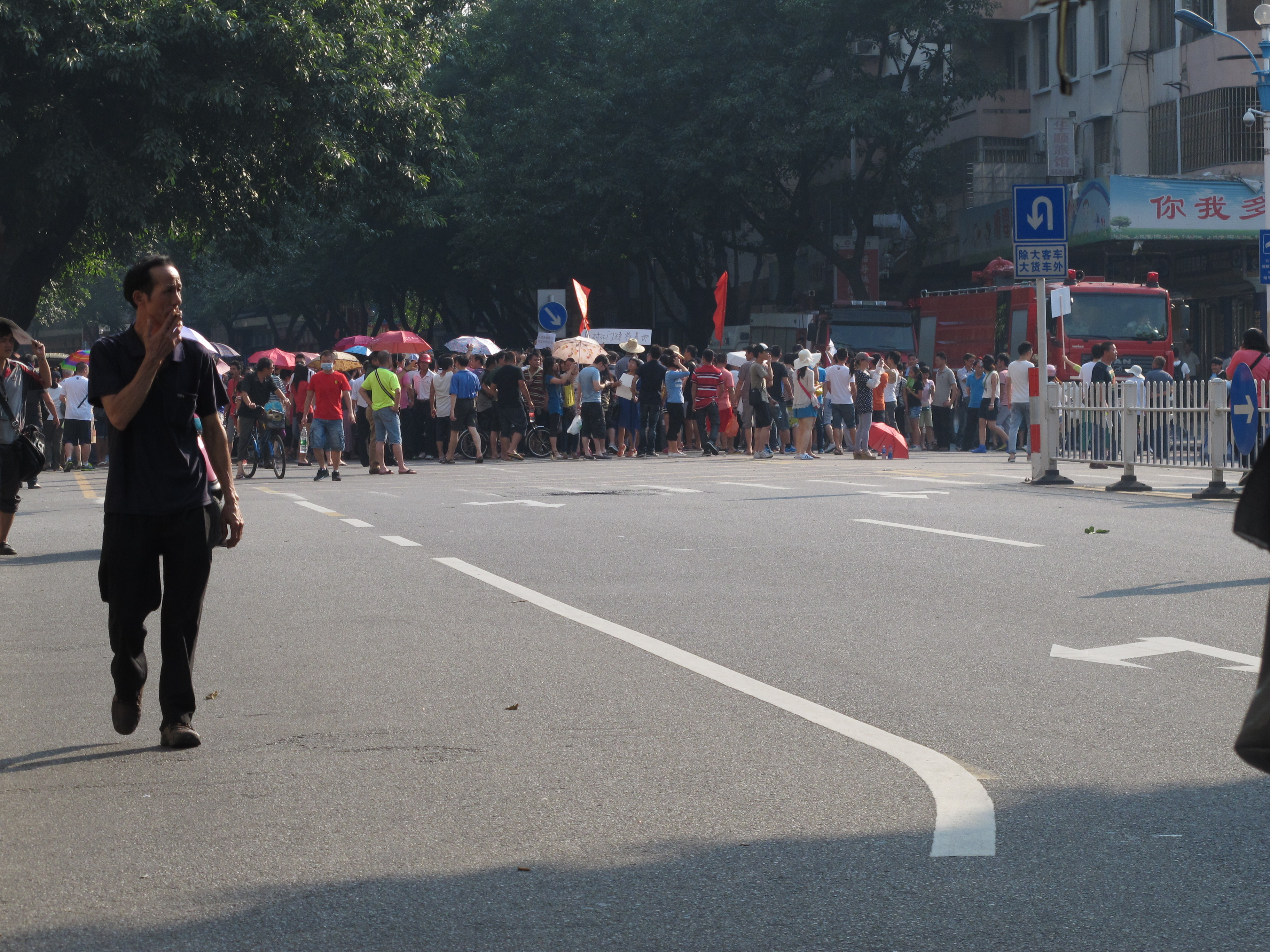
白沙大道中被全线封闭

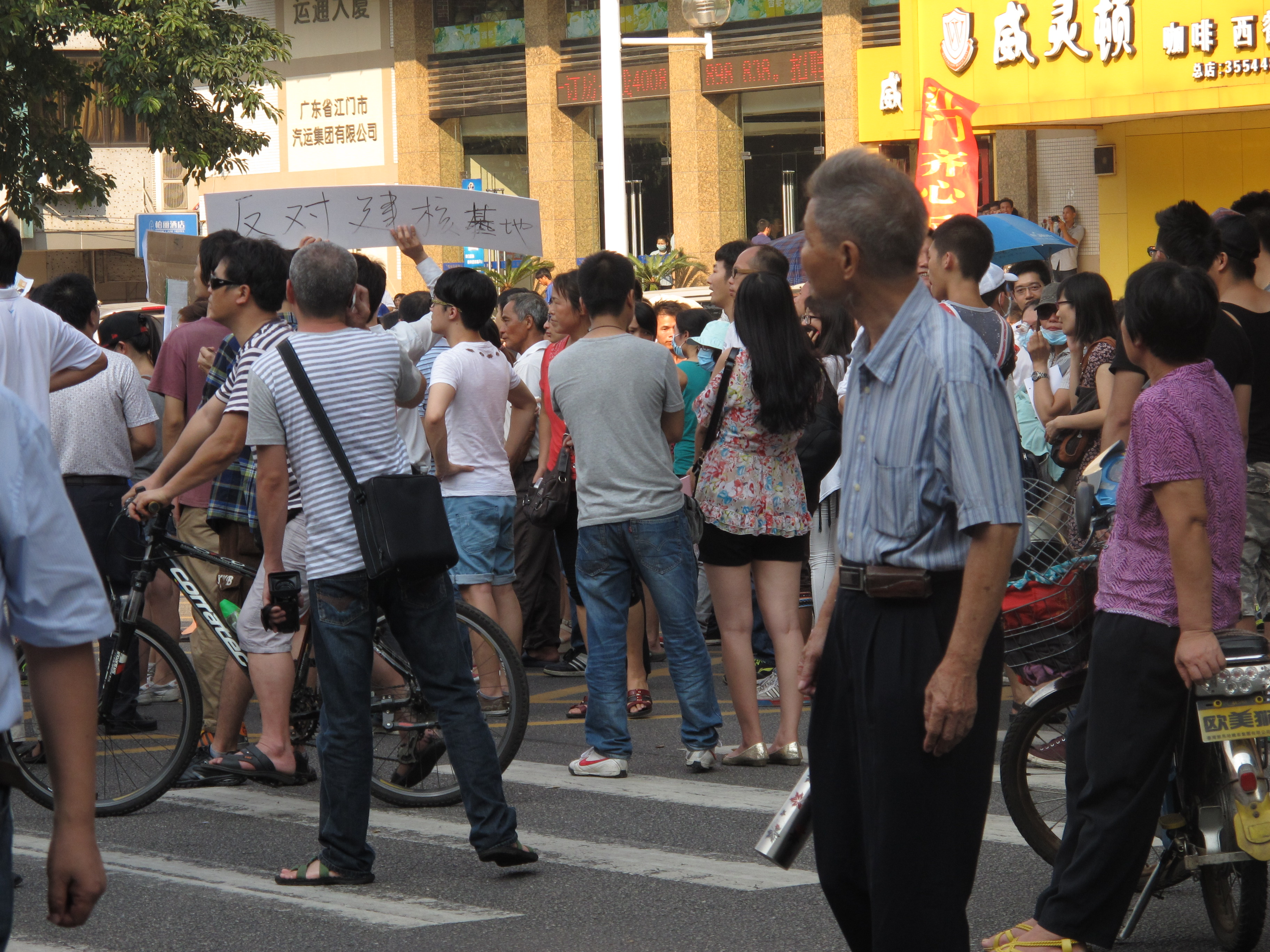
在场聚集的市民

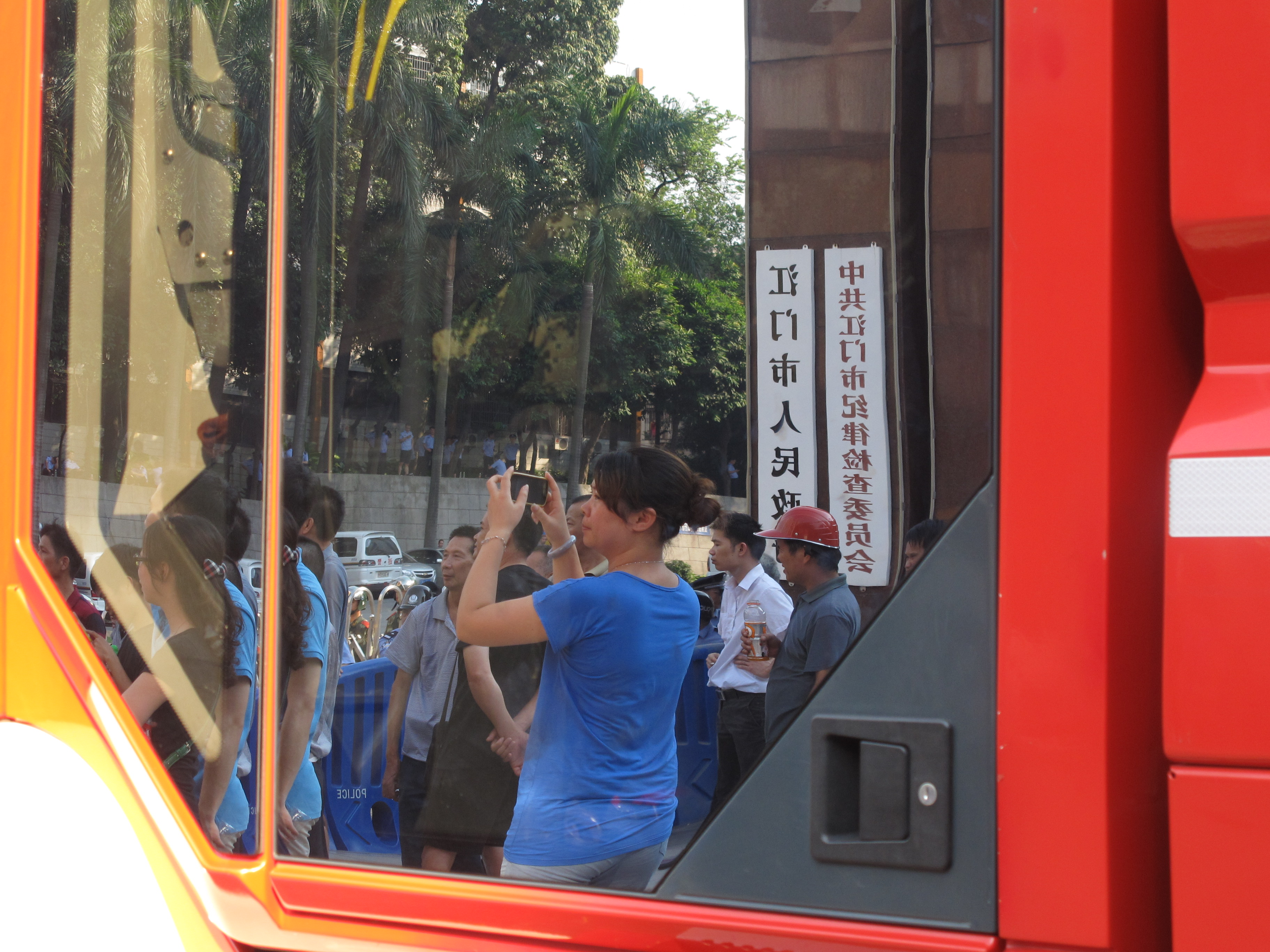
在场戒备的消防车

项目总用地面积约229公顷，总建筑规模约50万平方米。厂内将有铀纯化转化、铀浓缩、核燃料组件制造等设施，预料2017年投产，可供应大亚湾核电厂和台山核电站等。建成后，可望打造成为「一站式」核燃料加工产业链、国际一流核燃料加工产业集群，以至亚洲核燃料加工及装备制造中心。
项目发展方声称核燃料厂「绝对安全、无污染，甚至在地震等极端状况下也不会影响周边环境」。又谓涉及的鹤山当地居民都没有反对，拆迁徵地进展非常顺利，是因为居民详细了解项目后表示「有信心」。这个工业园项目徵地涉及鹤山市址山镇13个村庄。
当局希望计划能在2013年底动工。江门市政府在2013年7月4日发布《中核集团龙湾工业园项目社会稳定风险评估公示》征求公众意见，为期十天。

## 民众反应
项目计划一出，江门市以至周边城市的民众随即表达了强烈反对，网上反对意见更是一面倒。
7月12日，江门市民响应网上发起之号召，走到江门市中心沿马路游行，最后到市政府门外集会示威，批评政府为经济利益牺牲市民健康，他们又认为十天的征询期太仓促。不少市民突破警察的封路，从四方八面涌出包围政府。市副市长与民众对话，被示威者包围。最后市政府决定延长咨询期。
拟建的核燃料加工厂项目直线距离香港约120公里，有关计划亦引起港人关注，在社交网站Facebook多名网民留言表示对核厂安全感到担忧。
不过，核安全咨询委员会副主席李焯芬在香港核电站核安全咨询委员会记者发布会上，答复记者提问时称核燃料厂「不存在风险」。并谓核燃料棒不牵涉任何核分裂作用在内，因此造好的核燃料棒，就是「拿着燃料棒都不会受辐射影响」。

## 项目撤销
7月13日早上，江门市委、鹤山市委、中核集团、中广核集团等多方面证实，龙湾工业园区项目决定不予立项。江门市委、市政府高度重视12日的群众游行活动表达要求，并提出延长公示时间。他们称由于社会各界反对意见较多，经慎重考虑后充分尊重人民群众的意愿，作出终止项目的决定。
撤核计划消息传出后，市面一片欢欣鼓舞，民众庆祝「维权」胜利。
14日下午，再有民众走到东湖广场聚集，民众对核燃料加工厂项目是否真正撤销表示忧虑，要求当局交出文件证明计划已被搁置，又希望市政府当众宣布项目取消，人数聚集过千。警察在现场戒备。
之后江门市委书记刘海与民众对话，并发出红头文件人民政府公告，证明项目取消。聚集的民众欢呼着自行和平散去。

## 后续
在核厂项目选址附近的莲珠村，40多户共100多人早前收到政府每户几万元拆迁费不清楚是否需要交还给政府，不愿出镜的村长指出，对项目撤销感到很失望。
有报导称，中核集团龙湾工业园项目「胎死腹中」，带来大额经济损失。因为这项目如果建成投产，每年可为江门鹤山带工业产值390亿元，是2012年全年规模以上的工业总产值，还另加30亿元以上的税收。